# سیارک ۱۹۶

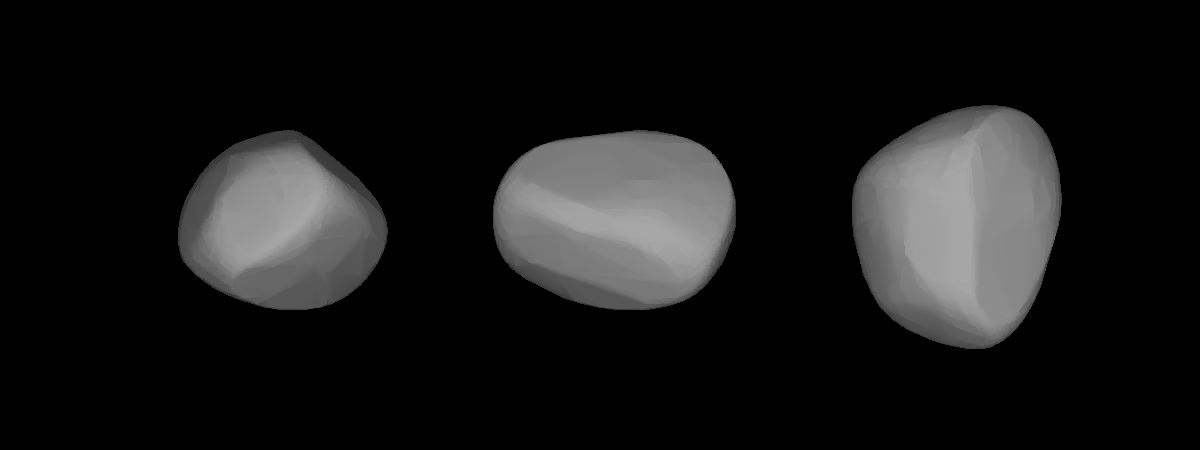
مدل سه‌بُعدی سیارک ۱۹۶ بر اساس منحنی نور آن

سیارک ۱۹۶ (به انگلیسی: 196 Philomela) صد و نود و ششمین سیارک کشف شده است که در ۱۴ مه ۱۸۷۹ کشف شد.
قدر مطلق سیارک برابر ۶٫۵۴ است.